# Miriam Gutiérrez
Miriam Gutiérrez Parra, conocida como La Reina, (Torrejón de Ardoz, 21 de febrero de 1983) es una boxeadora profesional española que ostenta el título de campeona interina de peso ligero femenino de la Asociación Mundial de Boxeo desde 2019. En septiembre de 2020, la revista The Ring la clasificó como la quinta mejor peso ligero femenino activa del mundo.

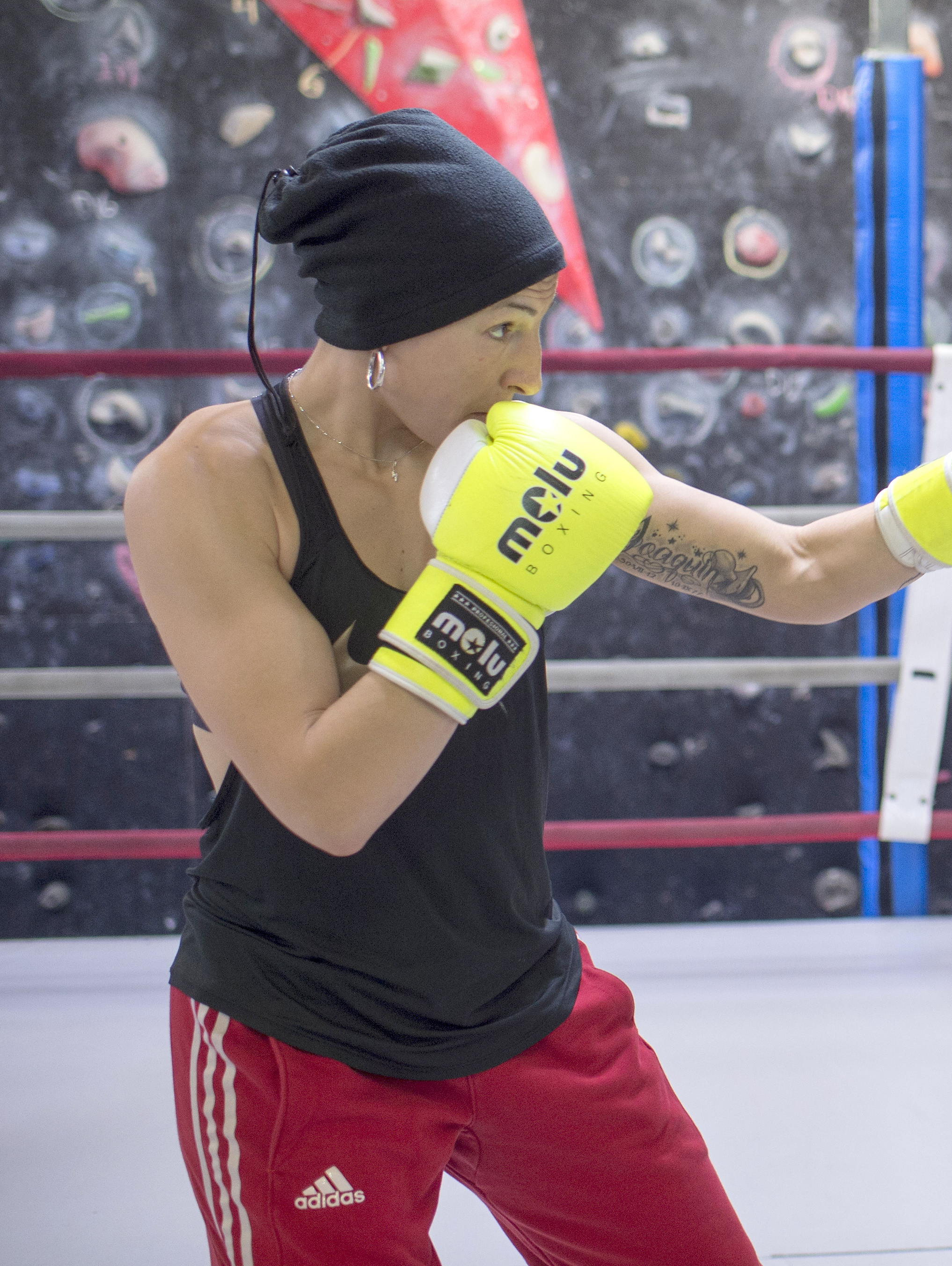
Miriam Gutiérrez se ha proclamado campeona de Europa del peso ligero

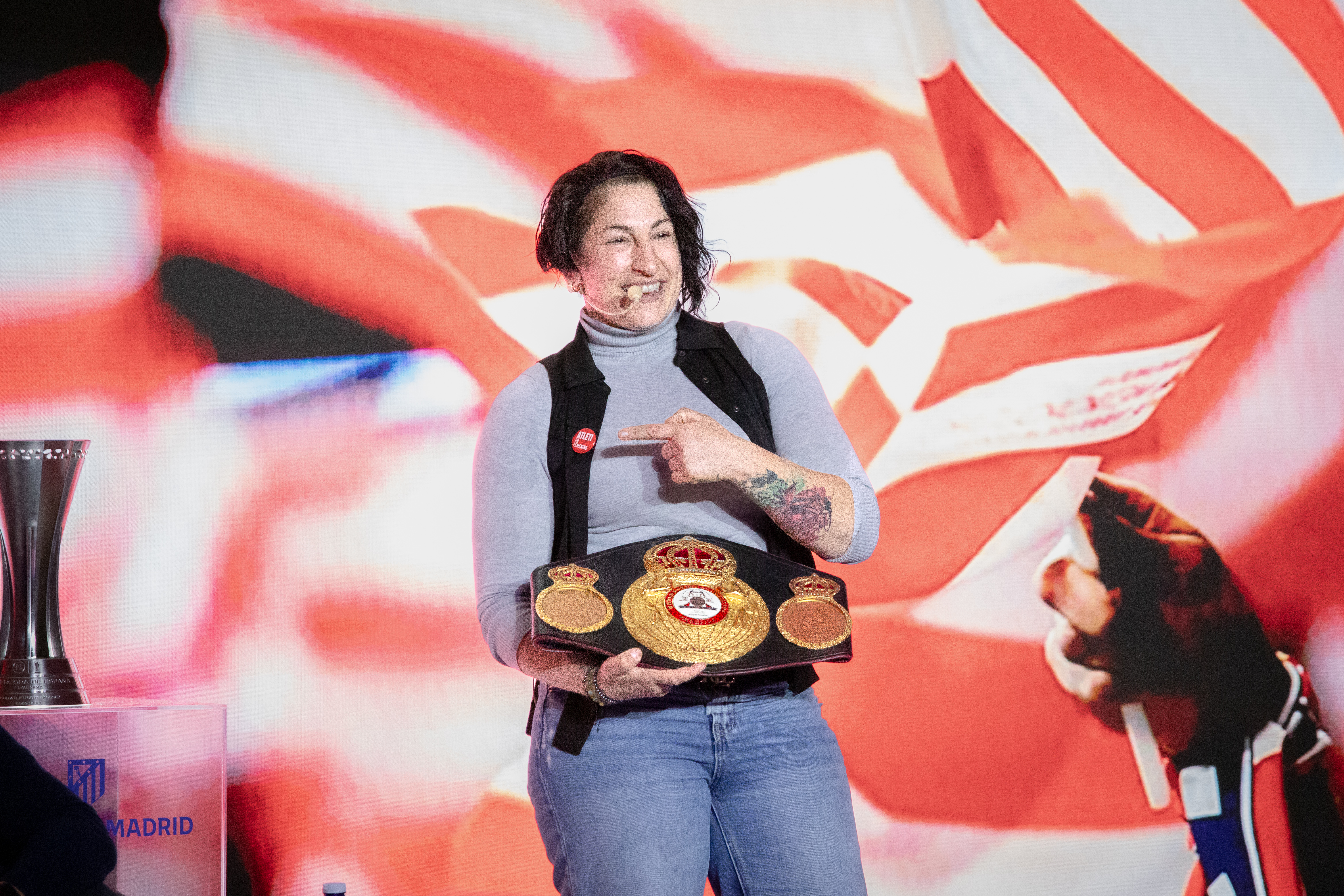
Miriam Gutiérrez en Atleti en Femenino en 2025

## Trayectoria
Comenzó a los 14 años con el full contact hasta que se rompió el abductor y se pasó al boxeo porque no podía dejar de practicar. A los 19 años se quedó embarazada y atravesó una crisis. Con ocho meses de embarazo, recibió una paliza de su expareja que le provocó que se le adelantara el parto. Volvió al gimnasio después de desaparecer año y medio tras la paliza.
Es pupila del deportista Jerónimo García que le ayudó a superarse como víctima de violencia de género. Gutiérrez ayuda a mujeres víctimas de violencia, es Oficial de jardinería, ponente del programa Sport VS Violence de la Fundación Jero García, Campeona de Europa de Boxeo y Campeona de WBA Gold. Tiene el título de Especialista en Mediación Civil, Mercantil y Familiar impartido por Mainfor Soluciones Tecnológicas y Formación S.L y quinta teniente de alcalde y concejala de Mujer del Ayuntamiento de Torrejón de Ardoz.

### Carrera profesional
El día de su primer combate amateur fue en 2009. Gutiérrez hizo su debut profesional el 31 de marzo de 2017, logrando una victoria por decisión unánime (UD) en cinco asaltos sobre Vanesa Caballero en el Gran Casino de Madrid en Torrelodones, España. En noviembre de 2020, perdió por decisión unánime (100-89, 100-90, 99-91), aunque nunca se dio por vencida frente a una rival de 34 años que la superó en pegada y que llegó a derribarla en el cuarto de los 10 asaltos. Hasta ese momento estaba invicta en Londres.

### Registro de boxeo profesional
| 14 combates  | 13 victorias | 1 derrota |
| Por nocaut   | 5            | 0         |
| Por decisión | 8            | 1         |

| N.º | Resultado | Récord | Adversaria           | Tipo | Ronda, tiempo | Fecha                    | Localización                                     | Notas                                                          |
| --- | --------- | ------ | -------------------- | ---- | ------------- | ------------------------ | ------------------------------------------------ | -------------------------------------------------------------- |
| 14  | Derrota   | 13–1   | Katie Taylor         | UD   | 10            | 14 de nov de 2020        | The SSE Arena, Wembley, Londres, Reino Unido     | For WBA, WBC, IBF, WBO, and The Ring female lightweight titles |
| 13  | Win       | 13–0   | Keren Batiz          | UD   | 10            | 29 de nov de 2019        | Casino Gran Madrid, Torrelodones, España         | Won vacant WBA interim female lightweight title                |
| 12  | Win       | 12–0   | Bianka Majlath       | TKO  | 2 (10)        | 5 de julio de 2019       | Casino Gran Madrid, Torrelodones, España         |                                                                |
| 11  | Win       | 11–0   | Bianka Nagy          | UD   | 8             | 13 de abril de 2019      | Hotel Barceló Santa, Barcelona, España           |                                                                |
| 10  | Win       | 10–0   | Sam Smith            | UD   | 10            | 22 de marzo de 2019      | Casino Gran Madrid, Torrelodones, España         | Won vacant European female lightweight title                   |
| 9   | Win       | 9–0    | Kamila Boka          | KO   | 3 (8)         | 11 de febrero de 2019    | Teatro Nuevo Apolo, Madrid, España               |                                                                |
| 8   | Win       | 8–0    | Mariam Tatunashvili  | UD   | 6             | 16 de noviembre de 2018  | Casino Gran Madrid, Torrelodones, España         |                                                                |
| 7   | Win       | 7–0    | Mariam Tatunashvili  | PTS  | 6             | 23 de junio de 2018      | Hotel Novotel Madrid Centre, Madrid, España      |                                                                |
| 6   | Win       | 6–0    | Aleksandra Vujovic   | UD   | 6             | 2 de junio de 2018       | Expocoruna, La Coruña, España                    |                                                                |
| 5   | Win       | 5–0    | Ksenija Medic        | TKO  | 1 (6)         | 16 de marzo de 2018      | Casino Gran Madrid, Torrelodones, España         |                                                                |
| 4   | Win       | 4–0    | Valentina Stankovic  | TKO  | 3 (6)         | 3 de noviembre de 2017   | Casino Gran Madrid, Torrelodones, España         |                                                                |
| 3   | Win       | 3–0    | Aleksandra Vujovic   | UD   | 6             | 22 de septiembre de 2017 | Polideportivo Jose Caballero, Alcobendas, España |                                                                |
| 2   | Win       | 2–0    | Mirabela Calugareanu | TKO  | 2 (4)         | 1 se septiembre de 2017  | Centro Hípico Xanadú, Arona, Tenerife            |                                                                |
| 1   | Win       | 1–0    | Vanesa Caballero     | UD   | 5             | 31 de marzo de 2017      | Casino Gran Madrid, Torrelodones, España         |                                                                |